# Holocerina smilax
Espèce
La Holocerina smilax est un papillon de la famille des Saturniidae.

## Philatélie
La sous-espèce Holocerina smilax menieri figure sur une émission philatélique du territoire français des Afars et des Issas de 1976 (valeur faciale : 65 f).